# Sailly (Haute-Marne)
Sailly é uma comuna francesa na região administrativa de Grande Leste, no departamento de Haute-Marne. Estende-se por uma área de 12,49 km². Em 2010 a comuna tinha 33 habitantes (densidade: 2,6 hab./km²).